# Croton megalocarpus
Croton megalocarpus es una especie de pequeño árbol de la familia Euphorbiaceae. Es originario de África tropical.

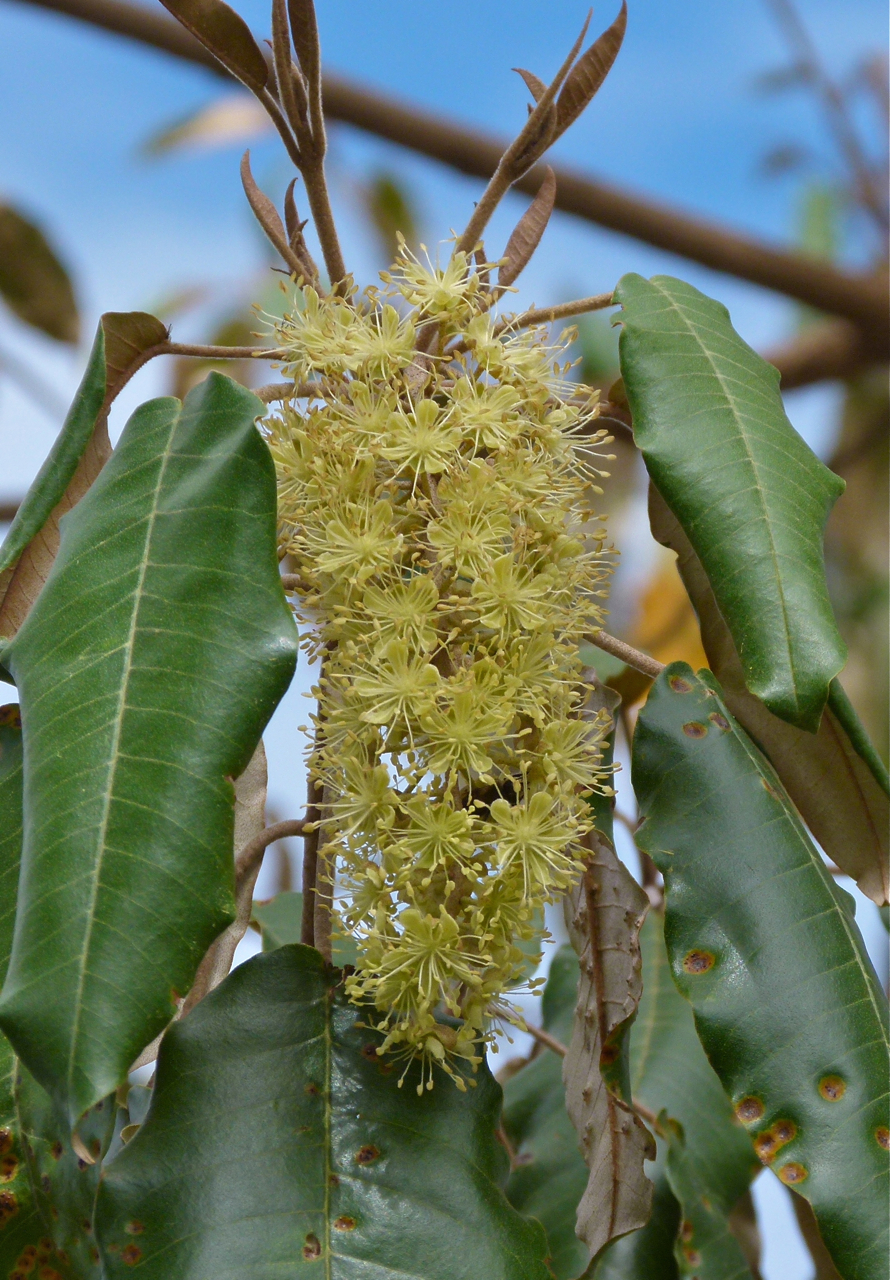
Inflorescencia

## Descripción
Es un árbol monoico o dioico que alcanza un tamaño de (10 -) 20-35 m de altura con un tronco limpio de (5 -) 10-20 m de altura, y (12 -) 40 a 100 cm de diámetro.

## Ecología
Se encuentra en el bosque perennifolio, bosque ribereño en barrancos, en bosques de Brachystegia, a veces sobre antiguos flujos de lava, con menor frecuencia mezclado en la  selva, a una altitud de 1500 a 2400 metros. En Somalia se encuentra Croton megalocarpoides.

## Distribución
Se distribuye por República Democrática del Congo, Ruanda, Burundi, Uganda, Kenia, Tanzania, Mozambique, Malaui y Zambia.

## Taxonomía
Croton megalocarpus fue descrita por John Hutchinson  y publicado en Flora of Tropical Africa 6(1): 760. 1912.
Etimología
Ver: Croton
megalocarpus: epíteto latino que significa "con grandes semillas".
Sinonimia
- Croton elliotianus Pax[4][5]